# Henrik Rogstad
Henrik Rogstad, född 13 april 1916 i Trondheim, död 10 maj 1945 på Skallum gård, var en norsk nazistisk politiker. Han var under andra världskriget fylkesfører (vilket motsvarade Tredje rikets Gauleiter) i Sør-Trøndelag fylke för Nasjonal Samling.

## Biografi
Rogstad var medlem i Nasjonal Samlings ungdomsorganisation och blev aktiv i partiet år 1940. På initiativ av Rolf Jørgen Fuglesang utsågs Rogstad till fylkesfører för Sør-Trøndelag. Rogstad var mycket tyskvänlig och hjälpte de tyska ockupanterna att göra upp listor över de personer som skulle tas som gisslan under undantagstillstånden 1942.
Rogstad efterträdde Karl Marthinsen som ledare för Hirden, efter det att denne mördats i februari 1945. I april samma år blev han även chef för Statspolitiet.
I maj 1945 förskansade sig Rogstad, Jonas Lie och Sverre Riisnæs på Skallum gård i Bærum. När Tysklands kapitulation var ett faktum, begick Rogstad självmord genom att skjuta sig.